# Arteria lagrimal
La arteria lagrimal es una arteria que se origina en la arteria oftálmica.

## Ramas
Emite las siguientes ramas:
- Arterias palpebrales laterales.
- Arteria meníngea recurrente.

Emite ramas musculares compuestas por un grupo superior y otro inferior que dan origen a las arterias ciliares anteriores.

## Distribución
Se distribuye hacia la glándula lagrimal, los párpados superior e inferior y la conjuntiva.